# Juraj Krúpa
Juraj Krúpa (* 28. prosince 1976 Piešťany) je slovenský politik a bezpečnostní analytik, od roku 2020 poslanec Národní rady SR.

## Život
V roce 2001 absolvoval magisterské studium oboru mezinárodní vztahy a diplomacie na Fakultě politických věd a mezinárodních vztahů UMB v Banské Bystrici. Později pracoval na slovenském ministerstvu obrany než v roce 2013 začal působit ve stálé delegaci Slovenska při NATO. V roce 2016 se stal ředitelem programu Bezpečnosť a obrana ve Slovenském institutu pro bezpečnostní politiku.   
V parlamentních volbách v roce 2020 kandidoval na funkci poslance NR SR jako nestraník za OĽaNO. Získal 1 864 hlasů, byl zvolen poslancem a stal se předsedou výboru NR SR pro obranu a bezpečnost, členem Osobitného kontrolního výboru na kontrolu činnosti Vojenského zpravodajství a členem stálé delegace NR SR v parlamentním shromáždění NATO. V červnu 2022 odmítl jako jediný poslanec hnutí podpořit tzv. "prorodinný balíček" prosazovaný hnutím OĽaNO, o měsíc později pak vystoupil z poslaneckého klubu hnutí a oznámil svůj přestup do poslaneckého klubu strany Sloboda a Solidarita. Tento krok zdůvodnil zejména údajným "ultrakonzervatismem" v hnutí OĽaNO, který nekorespondoval s jeho liberálními idejemi.   
V parlamentních volbách na Slovensku v roce 2023 obhajoval mandát poslance NR SR, když kandidoval na 7. místě kandidátní listině SaS. Získal 10 108 hlasů, nebyl zvolen, ale stal se prvním náhradníkem. Poté, co se rozhodl mandát poslance nepřijmout župan Bratislavského kraje Juraj Droba, se Krúpa jako náhradník ujal mandátu poslance ještě před první schůzí Národní rady. V evropských volbách v roce 2024 kandidoval na 9. místě kandidátní listiny SaS, ale nebyl zvolen. Strana totiž získala 4,92 % a žádný mandát.